# MT (Wenen)
MT is een historisch merk van motorfietsen.
MT stond voor: Motorradwerk Max Thun, Traiskirchen, later M.T. Motorräder Max Thun, Wenen (1925-1931).
Oostenrijkse fabriek die motorfietsen bouwde met voornamelijk Engelse componenten. De motorblokken varieerden van 172 tot 746 cc en stamden van Villiers, JAP, Blackburne en MAG.
Er was nog een merk met de naam MT: zie MT (Biella).